# 검목상어

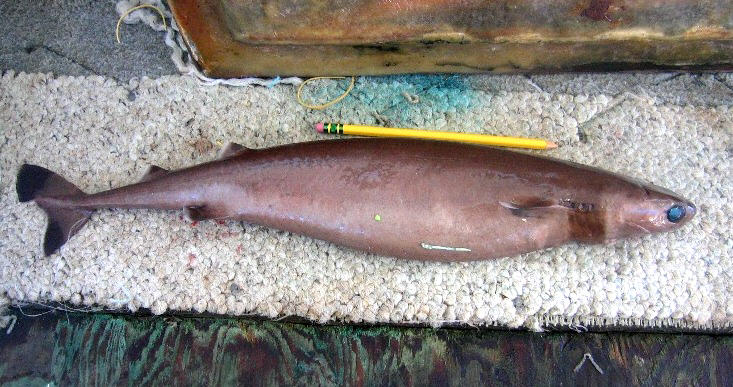

검목상어(학명: Isistius brasiliensis)는 돔발상어목 검목상어과에 속하는 물고기이다. 몸길이는 42~56cm로 상어에선 작은 편인 어류에 속한다.

## 특징과 먹이
검목상어는 이빨이 쿠키커터와 같은 모습을 하고 있으며 그래서 영어권에서는 쿠키커터샤크(Cookis Cutter Shark)라는 이름으로도 불리는 물고기이다. 그외에 독피시샤크(Dogfish Shark)라는 이름으로도 불리며 몸은 전체적으로 갈색을 띄는 어류에 속한다. 입은 짧고 거의 횡선을 이루며 확대된 두툼한 아랫입술로 둘러싸여 있다. 위턱에는 약 30~37개의 치열이 있고 아래턱에는 25~31개의 치열이 있어 몸 크기에 따라 증가한다. 윗니와 아랫니는 매우 다르고 윗니는 작고 좁고 직립되어 있으며 단일 매끄러운 날 끝으로 감에 따라 두께와 익현의 길이가 다 함께 감소하는 형태로 되어 있다. 아랫니도 매끄럽지만 훨씬 크고 폭이 넓어 칼처럼 생겼으며 그 뿌리가 서로 맞물려 톱날처럼 단일한 날을 형성하고 있다. 눈은 머리의 앞쪽에 위치하며 입은 흡입하기에 적합한 몸체를 갖추고 있고 목 주위에 뚜렷한 검은 점이 있어 이것으로 다른 종들과 구별을 한다.
두 개의 무뼈 등지느러미는 몸의 뒷부분에 놓여 있으며, 첫 번째는 골반지느러미 바로 앞에서 시작되고, 두 번째는 골반지느러미 바로 뒤에 위치한다. 두 번째 등지느러미는 첫 번째 등지느러미보다 약간 크며, 골반지느러미는 둘 중 어느 것보다 크다. 항문지느러미는 없다. 꼬리지느러미는 넓고, 상부와 거의 동일한 크기를 가진 하부 완두콩 모양을 가지며, 하부에 돌출된 노치( ‘V’ 자나 ‘U’ 자 꼴로 파인 표시)가 있다. 피부 치아는 사각형으로 납작하며 약간 중앙에 오목함과 모서리가 올라간 형태를 가지고 있다. 제 1등지느러미는 몸의 후방에 위치하며 꼬리지느러미의 끝은 검은색을 띈다.
지느러미는 반투명 여백을 가지고 있지만 꼬리지느러미는 더 어두운 여백을 가지고 있다. 포토포어라고 불리는 복잡하고 빛을 발생시키는 기관은 지느러미 이외의 아래쪽 전체를 조밀하게 덮어 선명한 녹색 빛을 낸다. 이런 종류의 최대 기록 길이는 수컷이 42cm(17인치), 암컷이 56cm(22인치)이다.

## 분포
세계의 모든 주요 열대 및 온대 해양 분지에 서식하는 검목상어는 지표수 온도가 18-26 ° C (64-79 ° F) 인 위도 20 ° N과 20 ° S 사이에서 가장 흔하다.  대서양에서는 서쪽으로 바하마와 브라질 남부, 기니 카보베르데에서 시에라리온까지, 남쪽으로 앙골라 남부, 남아프리카공화국, 남쪽으로 어센션 섬에서 보고되었다. 인도 태평양 지역에서는 모리셔스에서 뉴기니, 호주, 태즈메이니아와 로드하우 섬을 포함한 뉴질랜드와 일본 앞바다에서 잡혔다. 중부 및 동부 태평양에서는 피지에서 북쪽으로 하와이 제도까지, 동쪽으로 갈라파고스, 이스터 및 과달 루페 제도까지 발생한다. 해양 포유류에서 관찰된 상처는 이 상어가 따뜻한 해에 캘리포니아까지 범위를 넓힐 수 있음을 시사한다.
어획 기록에 따르면 검상어는 편도 최대 3km(1.9마일)까지 수직 이동을 수행하는 것으로 보인다.  낮에는 1-3.7km(0.62-2.30마일) 깊이에서 보내고 밤에는 상부 수주로 올라가 일반적으로 85m(279피트) 미만으로 유지되지만 드물게 표면으로 모험을 떠난다. 이 종은 관련 속인 Euprotomicrus 및 Squaliolus의 상어보다 낮은 용존 산소(하천, 호수 따위의 물속에 녹아 있는 산소의 양) 수준에 더 내성이 있을 수 있다. 섬 근처에서 자주 발견되는데, 아마도 번식 목적이나 큰 먹이 동물의 무리를 가지고 있기 때문일 것이다.  대서양 북동부에서 대부분의 성체는 11°N에서 16°N 사이에서 발견되며, 가장 작은 개체와 가장 큰 개체는 각각 저위도와 고위도에서 발견된다.

## 서식지
검목상어의 주요서식지는 태평양, 인도양, 대서양이며 수심 0~1000의 깊은 심해에서 서식하는 어종이다. 낮에는 주로 심해에서 지내다가 밤에 먹이를 찾아 표해수대로 올라오는 어종이다.

## 생물학 및 생태학
해양 포유류와 큰 물고기의 깔끔하고 둥근 조직 덩어리를 물어뜯는 것으로 가장 잘 알려진 검목상어는 작은 먹이를 완전히 섭취하기 때문에 통성 외부 기생충으로 간주된다. 그것은 심하게 석회화 된 두개골과 연골 덕분에 넓은 틈과 매우 강한 물기를 가지고 있다. 작은 지느러미와 약한 근육을 가진 이 매복 포식자는 물기둥에서 맴도는 데 많은 시간을 보낸다. 중성 부력(부력과 중력의 힘이 동일한 상태)을 유지하기 위해 무게는 약 35%를 차지할 수 있는 간에 저밀도 지질(단백질과 복합체를 이룬 지질)이 풍부하다. 이 종은 Euprotomicrus 또는 Squaliolus보다 골격 밀도가 높기 때문에 체강(동물의 체벽과 내장 사이에 있는 빈 곳)과 간이 비례하여 훨씬 더 크고 기름 함량이 훨씬 높다. 꼬리 지느러미가 커서 빠른 속도로 범위 내에 들어오는 더 크고 빠른 먹이를 잡을 수 있다.
검목상어는 다른 상어와 마찬가지로 정기적으로 이빨을 교체하지만 한 번에 하나가 아닌 전체 줄에서 아래쪽 이빨을 흘린다. 14cm(5.5인치) 길이의 검목상어는 길이가 15cm(50인치)가 될 때까지 20세트의 하악 치아를 흘리며 총 435-465개의 이빨을 빠뜨린 것으로 계산되었다. 이것은 상당한 자원 투자를 나타내며 아마도 상어가 칼슘 함량을 재활용할 수 있도록 오래된 이빨 세트를 삼키는 이유일 것이다.  다른 상어와 달리 쿠키커터 상어의 망막은 신경절 세포가 시야를 가로지르는 수평 줄무늬가 아닌 동심원 영역에 집중되어 있다. 이것은 상어 앞에서 먹이에 집중하는 데 도움이 될 수 있다.  이 상어는 떼를 지어 다니며 학습하는 것으로 알려져 있으며, 이는 미끼의 효과를 증가시킬 뿐만 아니라 훨씬 더 큰 포식자의 반격을 억제할 수 있다.

### 먹이
검목상어의 서식지를 공유하는 거의 모든 유형의 중대형 해양 동물은 공격을 받을 수 있다. 물린 흉터는 고래류(돌고래, 돌고래, 부리고래, 향유고래 및 수염고래 포함), 기각류(물개, 표범물범 및 코끼리물개 포함), 듀공, 상어(청상아리, 고블린 상어, 돌묵상어, 백상아리, 메가마우스 상어 및 작은이빨 모래 호랑이 상어), 가오리(심해 가오리, 원양 가오리 및 식스아가미 가오리 포함), 뼈 물고기(빌피쉬, 참치 포함) 등이 있다. 검목상어는 또한 상어 자체와 크기가 비슷한 15-30cm (5.9-11.8인치)의 연체동물과 요각류 및 기타 더 적당한 크기의 먹이를 가진 오징어를 정기적으로 사냥하고 먹는다.
검목상어의 공격은 평균 가로 5cm (2.0인치), 깊이 7cm (2.8인치)의 둥근 "분화구 상처"를 남긴다. 이러한 공격의 유병률은 높을 수 있다: 하와이 앞바다에서 거의 모든 성인 스피너 돌고래는 이 종의 흉터를 가지고 있다. 병에 걸리거나 약해진 동물은 더 취약한 것으로 보이며, 서부 대서양에서는 수십에서 수백 개의 검목상어 상처가 있는 쇠약해진 해변 멜론 머리 고래에 대한 관찰이 이루어졌지만 그러한 상처는 쇠약하지 않은 해변 고래에서는 드물다. 성장이나 번식에서 전환된 자원 측면에서 먹이 종에 대한 기생의 영향은 불확실하다.
검상어는 기생적인 생활 방식으로 인해 입과 인두에 여러 가지 전문화를 보여준다. 상어는 먼저 첨탑을 닫고 기저부(혀)를 수축시켜 주변보다 낮은 압력을 만들어 먹이의 몸 표면에 고정한다. 흡입 입술은 단단한 밀봉을 보장한다. 그런 다음 좁은 윗니를 닻으로 사용하여 물고 면도날처럼 날카로운 아랫니가 먹이를 썰어낸다. 마지막으로, 상어는 몸을 비틀고 회전시켜 원형 절단을 완료한다. 아랫니의 작용은 또한 전기 조각 칼과 유사한 메커니즘인 턱의 앞뒤 진동에 의해 도움을 받을 수 있다. 입에 강한 흡인력을 생성하는 이 상어의 능력은 오징어와 같은 작은 먹이를 잡는 데에도 사용될 수 있다.

### 생물발광 (생물체가 스스로 빛을 만들어 내는 현상)
검목상어의 고유한 녹색 발광은 모든 상어 중에서 가장 강력하게 알려져 있으며 물에서 꺼낸 후 8시간 동안 지속되는 것으로 보고되었다. 복부에 위치한 photophores(빛을 생성하는 광 포자)는 아래에서 시야 방해하는 역할을 하는데, 이는 중층원양의 생물발광 유기체에서 흔히 볼 수 있는 자체적으로 빛을 내서 배경과 동화시키는 행위로 알려진 전략이다. 개별 photophores는 치아 주위에 설정되어 있으며 육안으로 식별할 수 없을 정도로 작아서 시력이 높거나 가까운 거리에서 동물을 속이도록 진화했음을 나타낸다.

### 생애사
다른 상어와 마찬가지로 검상어는 태반을 생장시키는 생물이며, 발육 중인 배아는 난황낭에 의해 탄생할 때까지 유지된다. 암컷은 2개의 기능성 자궁을 가지고 6~12마리의 새끼를 낳는다. 암컷이 길이 12.4-13.7cm(4.9-5.4인치)의 9개 배아를 운반하는 사례가 기록되어있는데 이들은 출생 시기에 가까웠지만 여전히 잘 발달된 난황낭 주머니를 갖고 있어 난황낭 흡수 속도가 느리고 임신 기간이 길다는 것을 나타낸다. 배아는 갈색 색소 침착이 발했지만 어두운 색상이나 차별화된 치열은 발병하지 않았다. 갓 태어난 검상어의 길이는 14-15cm(5.5-5.9인치)이다. 수컷은 36cm(14인치), 암컷 39cm(15인치) 길이로 성적 성숙을 이룬다.

## 인간 상호 작용
근거리의 해역를 선호하여 인간과 거의 마주치지 않는 검목상어는 크기가 작기 때문에 위험한 것으로 간주되지 않는다. 그러나 뭉툭한 주둥이를 가진 30cm(12인치) 길이의 물고기 떼가 야외 다이빙에서 수중 사진가를 공격한 사례가 있다. 난파선 생존자들로부터도 야간에 작고 깨끗하며 깊은 물림을 겪었다는 비슷한 보고가 있다. 2009년 3월, 마우이에 거주하는 마이크 스팔딩(Mike Spalding)은 알레누이하하 해협을 헤엄치다가 검목상어에게 물렸다. 수영 선수 에릭 샬(Eric Schall)은 2019년3월31일 카이위 해협을 건너던 중 검목상어에게 물려 배에 큰 열상을 입었다. 3주후 오션스 세븐 챌린지의 일환으로 해협 수영을 시도하다가 왼쪽 어깨에 물렸다.  Adherbal Treidler de Oliveira는 2019년 7월 29일 수영을 시도하다가 배에 한 번, 왼쪽 허벅지에 두 번째로 물렸다.  세 명의 수영 선수 중 두 명은 전기 상어 억제 장치를 사용하고 있었다. 2017년, 7세 소년 잭 톨리(Jack Tolley)는 가족과 함께 노스 퀸즐랜드(North Queensland)의 앨마 베이(Alma Bay)에서 다리에 물렸다.  상어는 거의 뼈까지 내려오는 7.3cm의 상처를 입혔다. 2022년 2월 9일, 한 심해 수영 선수가 하와이 카일루아 코나에서 오른발과 종아리에 물린 사례가 있다. 2023년 3월, 앤디 월버러(Andy Walberer)는 몰로카이 해협을 수영하던 중 두 마리의 검목상어의 공격을 받았다. 그는 심각한 부상을 입기 전에 두 상어를 모두 잡아서 던질 수 있었다.
검목상어에 물린 채 물에서 회수 된 시체에 대한 여러 기록이 있다.
1970년대에 몇몇 미 해군 잠수함은 AN/BQR-19 소나 돔의 네오프렌 부츠에 검상어에 물린 손상을 수리하기 위해 기지로 다시 돌아와야 했으며, 이로 인해 내부의 음향 전달 오일이 누출되어 항해가 손상되었다. 이 상어가 범인으로 확인되기 전에 알려지지 않은 적의 무기가 두려워 돔 주위에 유리 섬유 덮개를 설치하여 문제가 해결되었다. 1980년대에 약 30척의 미 해군 잠수함이 검목상어에 물려 손상을 입었는데, 대부분은 해운 구역에서 수면 위로 떠오를 때 안전을 보장하는 데 사용되는 고무 피복 전기 케이블에 손상을 입혔다. 해결책은 유리 섬유 코팅을 적용하는 것이었다.  해양 장비와 통신 케이블도 이 종에 의해 손상되었다.
검목상어가 어망과 경제적으로 중요한 종에 가하는 피해는 상업적 어업에 약간의 부정적인 영향을 미칠 수 있다. 상어 자체는 너무 작아서 가치가 없으며, 원양 긴 줄과 중수 트롤과 플랑크톤 그물에서 잡히는 경우가 드물다. 전 세계적으로 분포하는 것과 함께 심각한 인구 위협이 없기 때문에 IUCN은 쿠키 커터 상어를 가장 우려가 적은 것으로 평가했다.  2018년 6월, 뉴질랜드 자연보호국(New Zealand Department of Conservation)은 뉴질랜드 위협 분류 시스템(New Zealand Threat Classification System)에 따라 쿠키커터 상어를 "위협받지 않음"으로 분류하고 "안전한 해외"라는 수식어를 붙였다.

## 같이 보기
- 돔발상어목
- 검목상어과